# Coussapoa crassivenosa
Coussapoa crassivenosa là loài thực vật có hoa trong họ Tầm ma. Loài này được Mildbr. mô tả khoa học đầu tiên năm 1942.